# Phrygian Gates
Phrygian Gates (Portes de Phrygie) est une œuvre pour piano écrite par le compositeur de musique minimaliste John Adams en 1977-1978.
Cette pièce est, avec China Gates (les portes de la Chine), considérée par le musicien comme son « opus un ». Elles sont, d'après lui, ses premières partitions comprenant une cohérence de style qui lui est personnelle.
Elle a été commandée et écrite pour le pianiste Mack McCray qui en a donné la première au Hellman Hall à San Francisco le 17 mars 1978 et financée par le conservatoire de musique de San Francisco (en).
La pièce est écrite dans le style minimaliste, basé sur la répétition d'une cellule mélodique, elle-même écrite sur le mode phrygien dont elle tire son nom. Pendant les vingt minutes de son exécution, ces cellules modulent en obéissant au cycle des quintes, allant, comme l'affirme Adams, « comme une vague se balançant entre le mode lydien et le mode phrygien ». Progressivement la prépondérance du mode lydien s'estompe en faveur de ce dernier. Le terme "porte" serait une allusion à ce balancement entre ces deux modes.